# Чінімахі
Чінімахі (рос. Чинимахи) — село Акушинського району, Дагестану Росії. Входить до складу муніципального утворення Сільрада Бургімакмахінська.
Населення — 916 (2010).

## Населення
За даними перепису населення 2002 року в селі мешкало 908 осіб. У тому числі 436 (48,02 %) чоловіків та 472 (51,98 %) жінки.
Переважна більшість мешканців — даргинці (100 % від усіх мешканців). У селі переважає північнодаргинська мова.